# Gleb Uspenskij
Gleb Ivanovitj Uspenskij (ryska: Глеб Иванович Успенский), född 25 oktober (gamla stilen: 13 oktober) 1840 i Tula, död 6 april (gamla stilen: 24 mars) 1902 i Sankt Petersburg, var en rysk författare.
Uspenskij väckte litterär uppmärksamhet 1866, då han i "Sovremennik" publicerade sina grovt realistiska byskildringar Nravy Rasterjaevoj ulitsy (Sederna vid Rasterjajevagatan). Första upplagan av hans berättelser utkom 1866 (flera upplagor). I början skildrade han företrädesvis småborgare och tjänstemannaproletariatet, men koncentrerade sig sedan på bondelivet och blev ledaren för de så kallade narodnikerna i ryska litteraturen. 
Som Uspenskijs mästerverk betraktas den agrariska romanen Vlast' zemli (Jordens makt; 1881), i vilken påvisas bondens samhörighet med den jord, som han brukar, och faran av landsbygdens industrialisering. Hans skrifter är mycket värdefulla som sociologiska dokument, men brister i den konstnärliga kompositionen och stilen.